# لاگاردر اکتیو
لاگارده اکتیو (انگلیسی: Lagardère Active) شرکت رسانه‌ای فرانسوی است.